# Leszek Jeske
Leszek Jeske właśc. Lech Paweł Jeske (ur. 1938, zm. 9 marca 2017) – polski skoczek spadochronowy, instruktor spadochronowy, skoczek doświadczalny, szybownik .

## Działalność sportowa
W 1954 zgłosił się na kurs lotniczy, który zorganizował Aeroklub Warszawski i wyjechał do Nowego Targu, gdzie ukończył kurs spadochronowy. W 1955 rozpoczął szkolenie szybowcowe w Aeroklubie Warszawskim prowadzone wówczas przez inst. Pelagię Majewską. Latał i wykonywał skoki ze spadochronem. Początkowo pracował w Warszawie. Po odbyciu zasadniczej służby wojskowej podjął pracę w Aeroklubie Podkarpackim w Krośnie jako instruktor spadochronowy. Następnie pracował w Legionowie, gdzie zdobył uprawnienia skoczka doświadczalnego. Miał wówczas 13. letni staż w spadochroniarstwie i 500 wykonanych skoków. Wykonał ponad 900 skoków doświadczalnych. Od prędkości zero (ze śmigłowca) do 400 km/h. Pierwszy skok doświadczalny wykonał ze spadochronem typu: PZ. Skakał ze spadochronami polskimi, radzieckimi, amerykańskimi, francuskimi, czechosłowackimi i in. Jako pierwszy w Polsce wykonał skoki ze spadochronem o czaszy prostokątnej, zwanym także skrzydłem miękkim. Pod względem stażu zawodowego był najmłodszym skoczkiem doświadczalnym w Polsce. Ustanowił kilka rekordów krajowych w sokach na celność lądowania, np. 25 maja 1958 w skoku spadochronowym z 1000 m, a 28 października tego samego roku pobił rekord krajowy w skoku z 1000 m, natomiast 5 września 1961 z wysokości 2000 m. Tylko raz skorzystał ze spadochronu ratowniczego. Miał wiele przypadków w czasie badań spadochronów, które jednak nie wymagały otwierania spadochronu zapasowego. Startował w zawodach spadochronowych, mistrzostwach Polski oraz różnych pokazach lotniczych. Spadochroniarstwu był wierny przez 26 lat.
Ukończył szkołę średnią, studiował w Szkole Głównej Gospodarstwa Wiejskiego w Warszawie (SGGW) – Wydział Melioracji. Miał żonę Reginę, synów Tomasza i Przemysława.

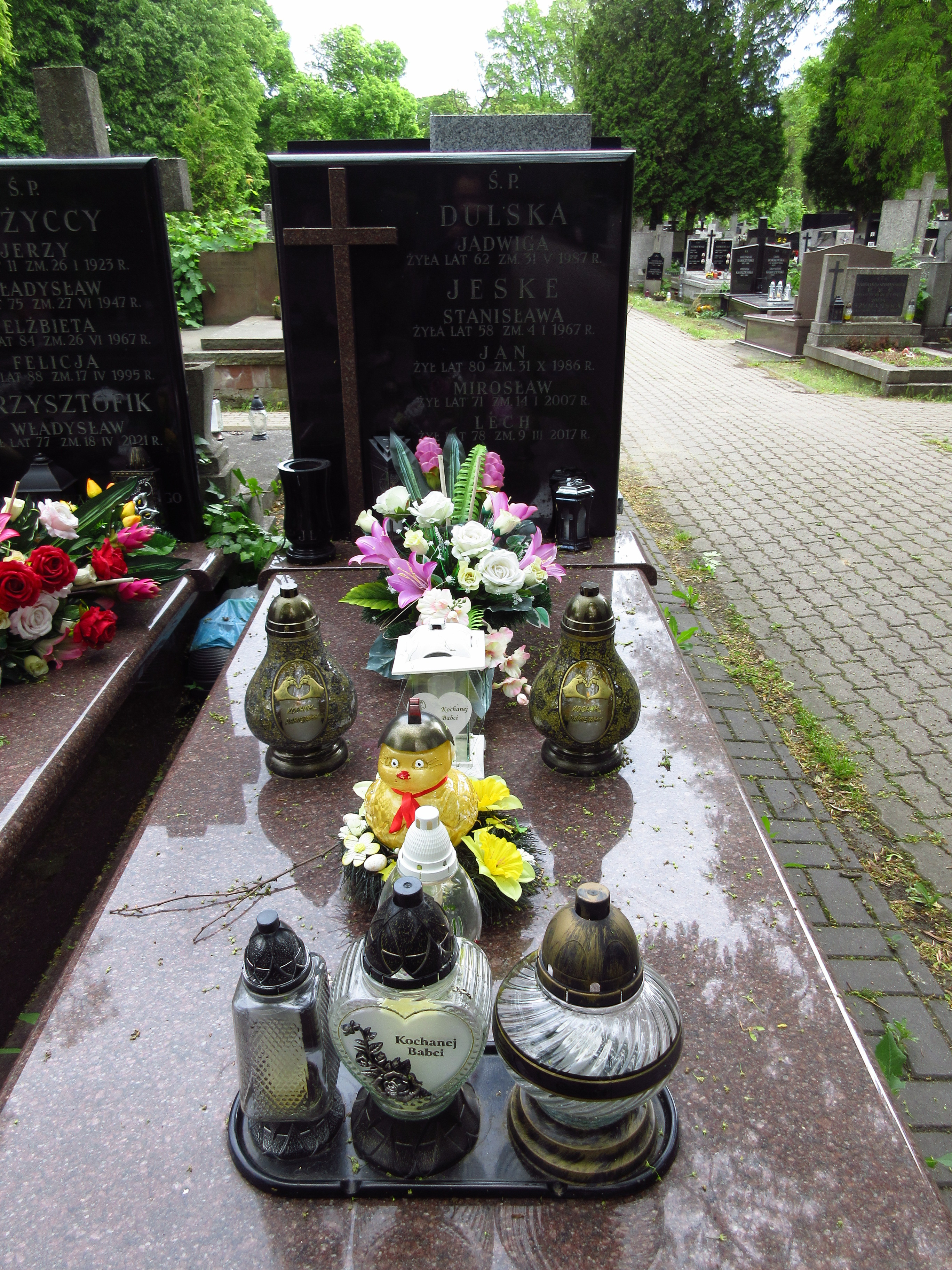
Grób Leszka (Lecha) Jeske na Cmentarzu Bródnowskim (maj 2022)

Leszek Jeske zmarł 9 marca 2017 w wieku 79 lat. Został pochowany 17 marca 2017 na cmentarzu Bródnowskim w Warszawie (kwatera 28E-2-1).
Źródło: